# Xã Richland, Quận Dickinson, Iowa
Xã Richland (tiếng Anh: Richland Township) là một xã thuộc quận Dickinson, tiểu bang Iowa, Hoa Kỳ. Năm 2010, dân số của xã này là 203 người.